# Automotrice FS E.623
Le automotrici E.623 delle Ferrovie dello Stato sono una serie di automotrici elettriche, o elettromotrici, progettate per il trasporto locale.
Furono ottenute, all'inizio degli anni cinquanta del XX secolo, dalla trasformazione delle elettromotrici a terza rotaia dei gruppi EAiz 10 ed EACiz 60, utilizzate sulle linee varesine.

## Storia
Nel 1948 le Ferrovie dello Stato (FS) decisero di convertire le linee varesine dal sistema di elettrificazione a corrente continua a 650 V a terza rotaia a quello a corrente continua a 3 kV con alimentazione da linea aerea, che si era definitivamente affermato come standard per le nuove elettrificazioni sulla rete FS. Oltre alla conversione degli impianti, si rese pertanto necessario convertire anche il materiale rotabile, in particolare le elettromotrici dei gruppi EAiz 10 ed EACiz 60, risalenti agli anni 1931-1932.
Nel 1949, prima di procedere alla riconversione degli impianti, si decise di verificare sperimentalmente la possibilità di trasformare le suddette automotrici motorizzando la rimorchiata pilota eACiz 656 (della serie eACiz 650 ÷ 666) con i carrelli di ricambio delle corrispondenti automotrici a terza rotaia, su cui vennero riavvolti i motori per adattarli alla tensione di 1500 V (2 motori in serie alimentati dalla catenaria a 3 kV) e portare a 3000 V l'isolamento verso massa. Il resto dell'equipaggiamento elettrico, pantografi in particolare, fu unificato per quanto possibile con le più moderne ALe 883. La rimorchiata motorizzata venne classificata in un nuovo gruppo con la numerazione EACiz.623.622.
In seguito ai risultati positivi ottenuti, nel 1950 venne avviata la conversione di tutte le elettromotrici a terza rotaia dei gruppi EAiz 10 ed EACiz 60:
- 7 elettromotrici del gruppo EAiz 100-107 (esclusa la 105 distrutta durante la seconda guerra mondiale) divennero il gruppo EAiz 623.100-104 e 105-107 (di sola prima classe);
- le 16 elettromotrici del gruppo EACiz 600-615 e il prototipo EACiz 623.622 del 1949 divennero il gruppo EACiz 623.600-615 e 622 (miste di prima e terza classe).

La conversione fu completata nel 1951, portando la consistenza iniziale del parco elettromotrici a 24 unità e consentendo di disattivare l'alimentazione a terza rotaia il 24 marzo 1951.
Nello stesso periodo furono anche convertite, nei circuiti di comando, le seguenti unità rimorchiate:
- 15 rimorchiate pilota del gruppo eACiz 650-666 (eccetto la 656, già convertita in EACiz.623.622, e la 666 demolita), che cambiarono classificazione in eACiz 623.650-655 e 657-665 (miste di prima e terza classe);
- 41 rimorchiate pilota del gruppo eCiz 300-342 (eccetto la 328 e la 341), che cambiarono classificazione in eCiz 623.300-327, 329-340 e 342 (di sola terza classe);
- 6 furgoni pilota con bagagliaio e comparto postale del gruppo eDUiz 900-905, che cambiarono classificazione in eDUiz 623.900-905.

Tra il 1954 e il 1960 le 9 rimorchiate pilota eACiz 623.652, 654, 655, 658, 659, 660, 663, 664 e 665 vennero trasformate in elettromotrici, assumendo rispettivamente le numerazioni EACiz 623.618, 620, 621, 624, 625, 626, 629, 630, 630 e 631, portando da 17 a 26 la consistenza delle elettromotrici miste di prima e terza classe.
Nello stesso periodo, tra il 1954 e il 1958, le 8 rimorchiate pilota eCiz 623.311, 333, 342, 304, 308, 306, 314 e 313 vennero trasformate in elettromotrici E.624, assumendo nello stesso ordine la numerazione progressiva da 011 a 018.
Al termine di queste trasformazioni il parco automotrici contava 33 unità e quello delle rimorchiate pilota 45, numeri che oltre alla già nota scarsità complessiva di posti a sedere, denotavano un'insufficiente numero di rimorchiate rispetto alla capacità di traino delle elettromotrici. Occorreva pertanto aumentare il numero delle carrozze ordinarie tipo "Corbellini" attrezzate sin dal 1951, parallelamente alla motorizzazione delle rimorchiate pilota, con i cavi passanti necessari per poterle inserire tra le elettromotrici e le carrozze pilota, operazione che si concluse nel 1963 portando a 101, tra pilota e attrezzate, le unità rimorchiate.
Con l'introduzione delle carrozze attrezzate le rimorchiate pilota cambiarono il prefisso «e» in «p», mentre le rimorchiate attrezzate assunsero il prefisso «e» prima riservato alle pilota.
Nel 1966 fu inoltre modificato il sistema di marcatura delle automotrici adottando la sigla E.623 senza più alcuna distinzione sulla classe di appartenenza dei posti a sedere.
Le E.623 e relative rimorchiate trascorsero l'intera carriera sulle linee locali del Compartimento di Milano; vennero accantonate a partire dai primi anni ottanta. Alcune unità vennero vendute nel 1989 alla La Ferroviaria Italiana di Arezzo, che tuttavia utilizzò solo la E.623.100, fino all'accantonamento nel 2002.
Tre esemplari del gruppo (le motrici 623.100, 623.612, 623.629, più la rimorchiata 623.327) sono stati acquisiti da Fondazione FS Italiane a fini di restauro e recupero operativo per treni storici; la 623.106 è invece esposta nel museo nazionale ferroviario di Pietrarsa.